# Barranca del Cobre

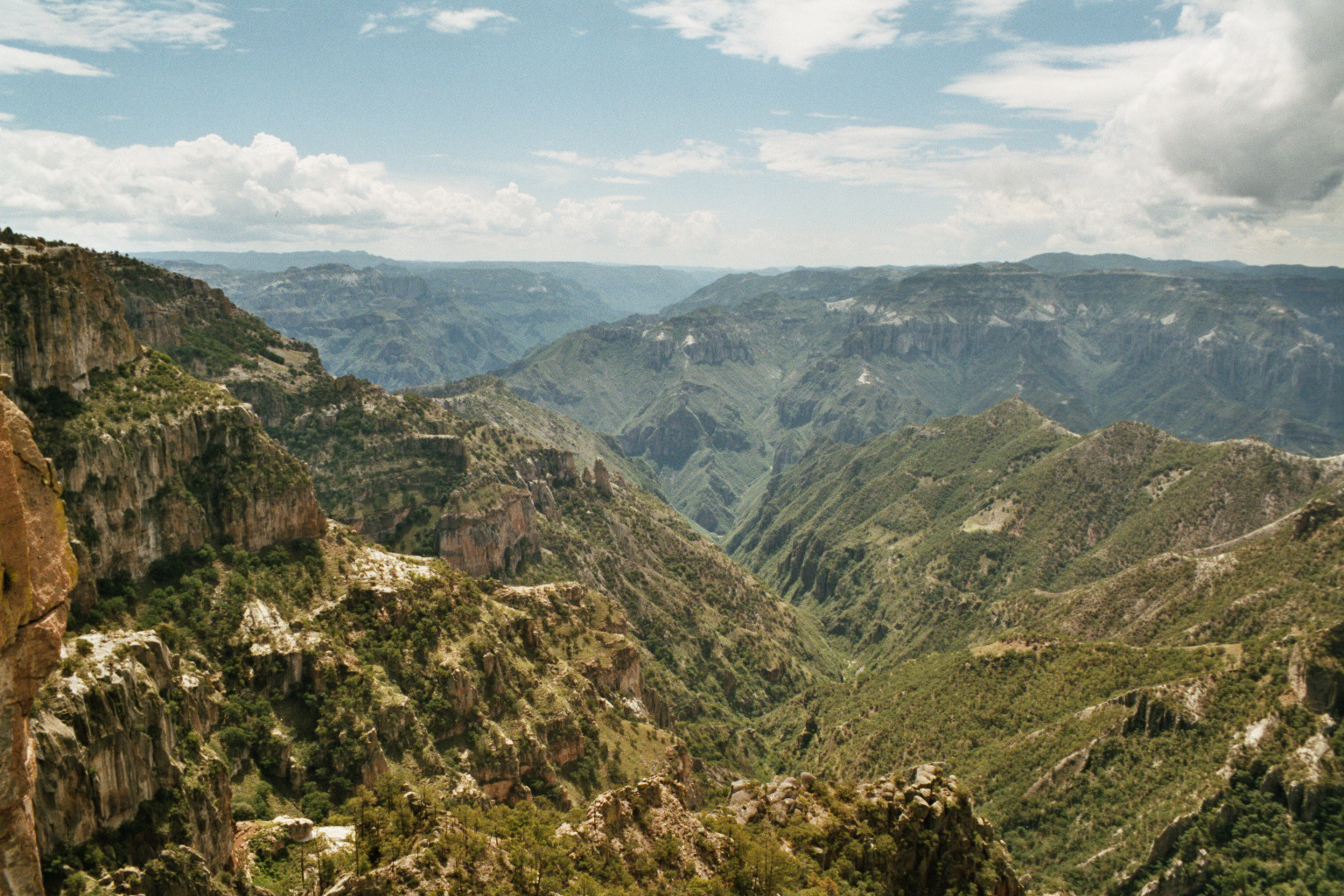
Blick von El Divisadero auf das Schluchtensystem des Rio Urique

Die Barranca del Cobre (dt. „Kupferschlucht“, engl. Copper Canyon) ist eine im mexikanischen Bundesstaat Chihuahua gelegene Gebirgsformation der Sierra Madre Occidental, die durch ehemals starken Flusslauf entstand und teils auf einem von Tarahumara-Indianern besiedelten Gebiet liegt. Das auf etwa 65.000 km² bis zu 1800 m tiefe und 50 km lange Schluchtensystem ist eines der größten Nordamerikas und insgesamt viermal so groß wie der Grand Canyon. Der Name Kupferschlucht leitet sich vom kupferfarbenen Schluchtengestein, piedra cobriza, ab und bezeichnet zugleich einen im System enthaltenen Canyon. 
Die sechs tiefsten Canyons in der Barranca del Cobre sind:
- Barranca de Urique / Urique Canyon (1870 m)
- Barranca de Sinforosa / Sinforosa Canyon (1799 m)
- Barranca de Batopilas / Batopilas Canyon (1799 m)
- Barranca del Cobre / Copper Canyon (1759 m)
- Barranca de Tararecua / Tararecua Canyon (1425 m)
- Barranca de Oteros / Oteros Canyon (983 m)

Die Barranca del Cobre ist Teil des traditionellen Lebensraums des indigenen Volks der Tarahumara (auch Rarámuri). Durch die gesamte Barranca del Cobre schlängelt sich die aufwändig gebaute Eisenbahn „Chepe“, die von Los Mochis nach Chihuahua führt, die Berge hoch bis an Stellen, von denen man weitreichende Blicke in das Schluchtengebiet werfen kann. Die Orte Creel und Guachochi sind gute Ausgangspunkte, um die verschiedenen Schluchten zu erreichen.

## Quelle
- Fakten und Touristeninformationen (engl.)
- Lonely Planet Eintragung (engl.)